# Орсеоло, Пьетро I
Пьетро I Орсеоло (Пётр I; 928 — 10 января 997) — 23-й венецианский дож (976—978).

## Биография
Пьетро I родился в 928 году во влиятельной семье Орсеоло. В молодые годы командовал венецианским флотом, воевал против пиратов.
Пьетро I был избран дожем в 976 году после того как венецианцы свергли Пьетро IV Кандиано. Избрание происходило в церкви Сан-Пьетро-ди-Кастелло.
Правление дожа было крайне непродолжительным. За время своего правления он восстановил конституцию, из своих средств начал реконструировать Дворец дожей и собор Святого Марка, которые пострадали от пожара в результате свержения предыдущего дожа.
В 978 году дож ушёл в отставку и удалился в монастырь святого Михаила (Сан-Мигель-де-Кюкса) в Каталонии, где принял монашеский сан. Остаток жизни провёл как монах-бенедиктинец вместе со святым Ромуальдом.
Имел двух детей. Один из них, сын Пьетро II Орсеоло, также через несколько лет был выбран дожем.
Пьетро I Орсеоло канонизирован в 1731 году папой Климентом XII. Его мощи хранятся в соборе Святого Марка.